# 鄧鴻業

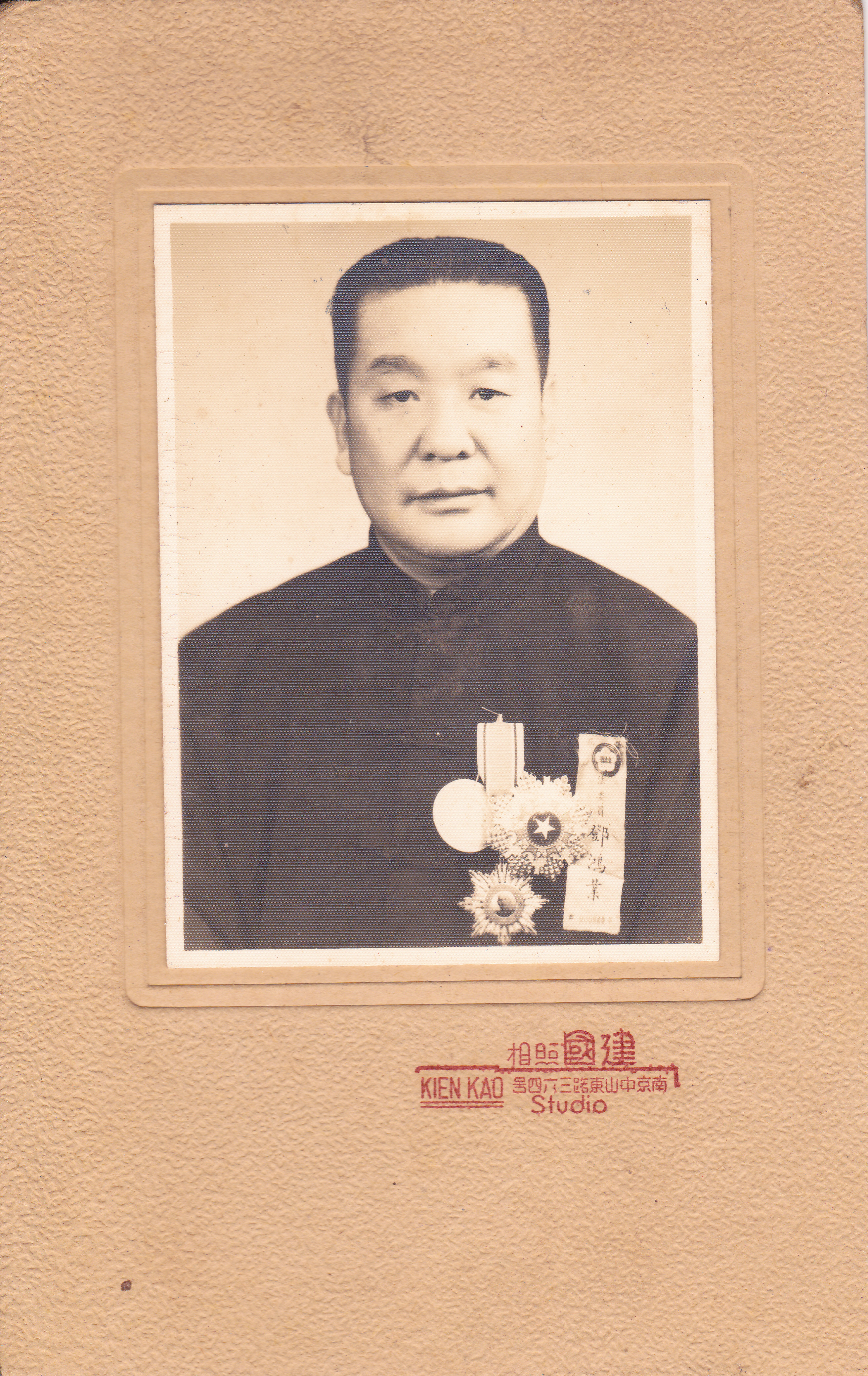
鄧鴻業 獲頒一等景星勳章 1947

鄧鴻業（1895年—1952年7月）字建侯，山西省襄陵县人，中华民国政治人物。

## 生平
鄧鴻業毕业于北京大學。以王用賓的關係（王用賓時爲北京國會參議員），赴北京國會秘書廳任職。民國十三年（1924年），於廣州參加中國國民黨第一次全國代表大會，會後任樊鍾秀部軍事處處長（民國七年，于右任在陝西组织靖國軍，樊鍾秀爲二路軍，靖國軍失勢；樊鍾秀赴廣東，大元帥孙中山委爲建國豫軍司令）。國民革命軍北伐成功，定都南京，国民政府立法院成立。1933年，鄧鴻業出任立法院立法委员。
民國三十五年（1946年），鄧鴻業为制憲國民大會代表。制憲國民大会閉幕後，民国三十七年（1948年），鄧鴻業为立法院第一届立法委员。

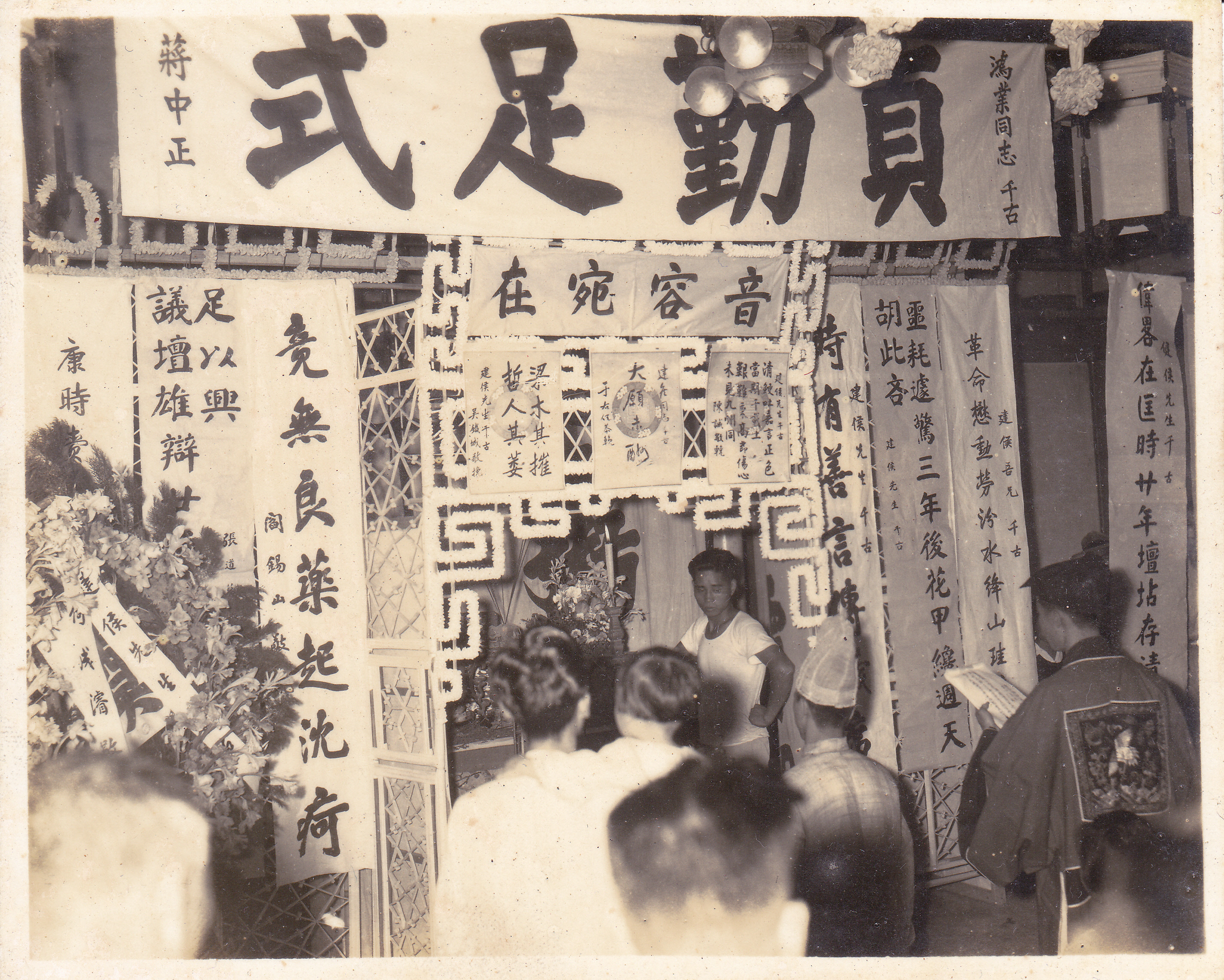
鄧鴻業出殯

1952年7月，鄧鴻業病逝。
題頒「芳猷足式」四字匾額一方。